# L'Échelle
L'Échelle é uma comuna francesa na região administrativa de Grande Leste, no departamento Ardenas. Estende-se por uma área de 10,22 km². Em 2010 a comuna tinha 144 habitantes (densidade: 14,1 hab./km²).